# Chen Yuxi
Chen Yuxi (förenklad kinesiska: 陈芋汐; traditionell kinesiska: 陳芋汐), född 11 september 2005, är en kinesisk simhoppare.

## Karriär
I juli 2019 vid VM i Gwangju tog Chen som 13-åring guld i hopp från 10 meter efter att ha tagit totalt 439 poäng. Vid OS i Tokyo 2021 tog Chen guld tillsammans med Zhang Jiaqi i parhoppning från 10 meter och silver i hopp från 10 meter.
I juni 2022 vid VM i Budapest tog Chen guld i hopp från 10 meter samt guld i parhoppning från 10 meter tillsammans med Quan Hongchan.
I februari 2024 vid VM i Doha tog Chen guld tillsammans med Quan Hongchan i parhopp från 10-metersplattformen samt silver individuellt i hopp från 10-metersplattformen.